# Anders Andersson i Björkö
Anders Andersson (i riksdagen kallad Andersson i Björkö) född 15 december 1774 i Adelsö socken, död 19 augusti 1834 i Adelsö socken, var en svensk riksdagsman.
Andersson företrädde Färentuna härad av Stockholms län i bondeståndet vid riksdagarna 1828–1830 och 1834–1835.
Vid riksdagen 1828–30 var han ledamot i bondeståndets enskilda besvärsutskott, tillfällig ledamot i statsutskottet, suppleant i förstärkta stats- och bankoutskotten och ledamot i förstärkta bankoutskottet. Vid 1834–1835 års urtima riksdag var han suppleant i lagutskottet och ledamot i förstärkta statsutskottet. Under den sistnämnda riksdagen anmäldes att han hade avlidit.